# 이시즈치야마역
이시즈치야마역(일본어: 石鎚山駅 이시즈치야마에키[*])은 일본 에히메현 사이조시에 있는 시코쿠 여객철도 요산선의 역이다. 역 번호는 Y32이며, 섬식 승강장 1면 2선 구조의 지상역이다.

## 역 주변
- 국도 제11호선
- 이시즈치 온천

## 역사
- 1929년 7월 2일 : 개업.
- 1987년 4월 1일 : 일본 국철 민영화에 따라 시코쿠 여객철도로 이관.

## 인접 정차역
| 시코쿠 여객철도 요산선        | 시코쿠 여객철도 요산선 | 시코쿠 여객철도 요산선      |
| ----------------------------- | ---------------------- | --------------------------- |
| Y 31 이요사이조 다카마쓰 방면 | 요산 선                | 이요히미 Y 33 마쓰야마 방면 |